# Мазирски рејон
Мазирски или Мозирски рејон (блр. Мазырскі раён; рус. Мозырский район) административна је јединица другог нивоа у југозападном делу Гомељске области у Републици Белорусији.
Административни центар рејона је град Мазир.

## Географија
Мазирски рејон обухвата територију површине 1.603,47 км² и на 12. је месту по површини у Гомељској области. Ограничен је са 6 других рејона Гомељске области (Калинкавички, Хојнички, Наровљански, Јељски, Лељчички и Петрикавски). Од севера ка југу протеже се дужином од 35 км, од запада ка истоку 70 км.
Рељеф је равничарски и њиме доминирају река Припјат и њене притоке Тремља и Ипа.

## Историја
Рељеф је основан 17. јула 1924. године.

## Демографија
Према резултатима пописа из 2009. на том подручју стално је било насељено 128.817 становника или у просеку 80,05 ст/км². Од тог броја око 118.000 живи у административном центру рејона граду Мазиру.
Основу популације чине Белоруси (90,11%), Руси (6,2%), Украјинци (1,94%) и остали (1,75%).
У административном смислу рејон је подељен на подручје града Мазира, који је уједно и административни центар рејона и на 10 сеоских општина. На целој територији рејона постоје укупно 93 насељена места.

## Саобраћај
Саобраћајну инфраструктуру чине железничка линија Калинкавичи—Овруч (УКР), и друмски правци Мазир—Овруч, Мазир—Наровља, Мазир—Лељчици, Мазир—Петрикав. Река Припјат је пловна у делу тока преко овог рејона.